# La Boissière (Calvados)
Pour les articles homonymes, voir La Boissière.
La Boissière est une commune française, située dans le département du Calvados en région Normandie, peuplée de 188 habitants.

## Géographie

### Localisation
La commune est en pays d'Auge. Son bourg est à 6,5 km à l'est de Cambremer et à 7,5 km à l'ouest de Lisieux.
La Boissière est dans le bassin de la Dives, par son sous-affluent l'Algot — affluent de la Vie — qui prend sa source sur le territoire. Le nord-ouest du territoire est dans le bassin de l'un de ses premiers affluents, le ruisseau du Cotis Durand.
Le point culminant (176 m) se situe en limite est, près des lieux-dits les Satis et Ferme de la Boissière. Le point le plus bas (115 m) correspond à la sortie de l'Algot (affluent de la Vie) du territoire, à l'ouest. La commune est bocagère.
| Le Pré-d'Auge, La Houblonnière | Le Pré-d'Auge | Le Pré-d'Auge        |
| La Houblonnière                | La Boissière  | Saint-Pierre-des-Ifs |
| Les Monceaux                   | Les Monceaux  | Saint-Pierre-des-Ifs |

### Hydrographie
La commune est située dans le bassin Seine-Normandie. Elle est drainée par l'Algot,.
L'Algot, d'une longueur de 13 km, prend sa source dans la commune  et se jette  dans la Vie à Belle Vie en Auge, après avoir traversé sept communes. 

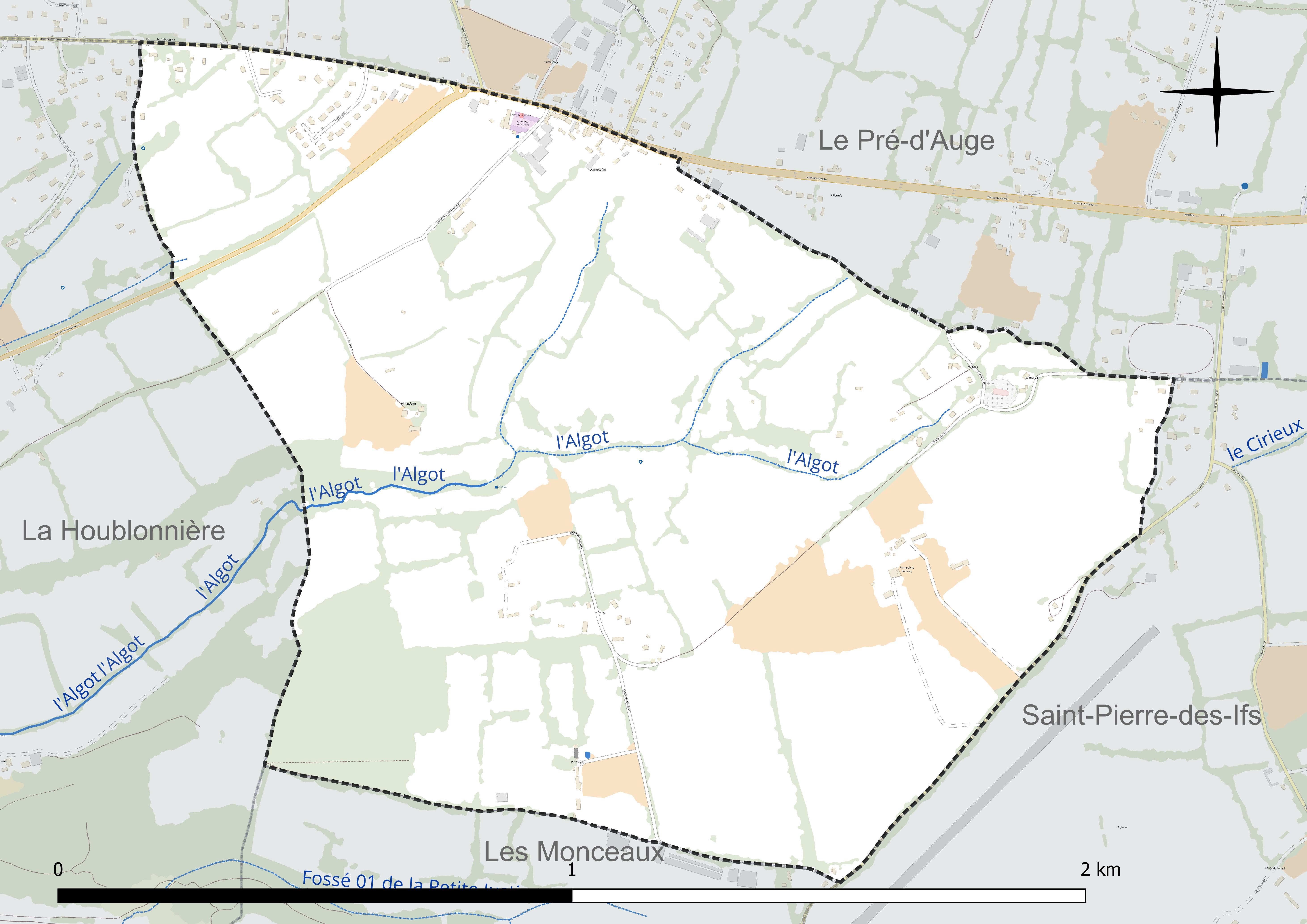
Réseau hydrographique de la Boissière.

### Climat
Pour des articles plus généraux, voir Climat de la Normandie et Climat du Calvados.
En 2010, le climat de la commune est de type climat océanique franc, selon une étude du CNRS s'appuyant sur une série de données couvrant la période 1971-2000. En 2020, Météo-France publie une typologie des climats de la France métropolitaine dans laquelle la commune est exposée à un climat océanique et est dans la région climatique  Normandie (Cotentin, Orne), caractérisée par une pluviométrie relativement élevée (850 mm/a) et un été frais (15,5 °C) et venté. Parallèlement le GIEC normand, un groupe régional d'experts sur le climat, différencie quant à lui, dans une étude de 2020, trois grands types de climats pour la région Normandie, nuancés à une échelle plus fine par les facteurs géographiques locaux. La commune est, selon ce zonage, exposée à un « climat contrasté des collines », correspondant au Pays d'Auge, Lieuvin et Roumois, moins directement soumis aux flux océaniques et connaissant toutefois des précipitations assez marquées en raison des reliefs collinaires qui favorisent leur formation.
Pour la période 1971-2000, la température annuelle moyenne est de 9,9 °C, avec  une amplitude thermique annuelle de 13,2 °C. Le cumul annuel moyen de précipitations est de 881 mm, avec 13 jours de précipitations en janvier et 8,5 jours en juillet. Pour la période 1991-2020, la température moyenne annuelle observée sur la station météorologique la plus proche, située sur la commune de Lisieux à 7 km à vol d'oiseau, est de 11,7 °C et le cumul annuel moyen de précipitations est de 881,4 mm,. Pour l'avenir, les paramètres climatiques de la commune estimés pour 2050 selon différents scénarios d'émission de gaz à effet de serre sont consultables sur un site dédié publié par Météo-France en novembre 2022.

## Urbanisme

### Typologie
Au 1er janvier 2024, La Boissière est catégorisée commune rurale à habitat dispersé, selon la nouvelle grille communale de densité à 7 niveaux définie par l'Insee en 2022.
Elle est située hors unité urbaine. Par ailleurs la commune fait partie de l'aire d'attraction de Lisieux, dont elle est une commune de la couronne,. Cette aire, qui regroupe 57 communes, est catégorisée dans les aires de 50 000 à moins de 200 000 habitants,.

### Occupation des sols
L'occupation des sols de la commune, telle qu'elle ressort de la base de données européenne d'occupation biophysique des sols Corine Land Cover (CLC), est marquée par l'importance des territoires agricoles (90,1 % en 2018), en diminution par rapport à 1990 (91,7 %). La répartition détaillée en 2018 est la suivante : 
prairies (76,1 %), terres arables (14 %), forêts (5,2 %), zones urbanisées (4,7 %). L'évolution de l'occupation des sols de la commune et de ses infrastructures peut être observée sur les différentes représentations cartographiques du territoire : la carte de Cassini (XVIIIe siècle), la carte d'état-major (1820-1866) et les cartes ou photos aériennes de l'IGN pour la période actuelle (1950 à aujourd'hui).

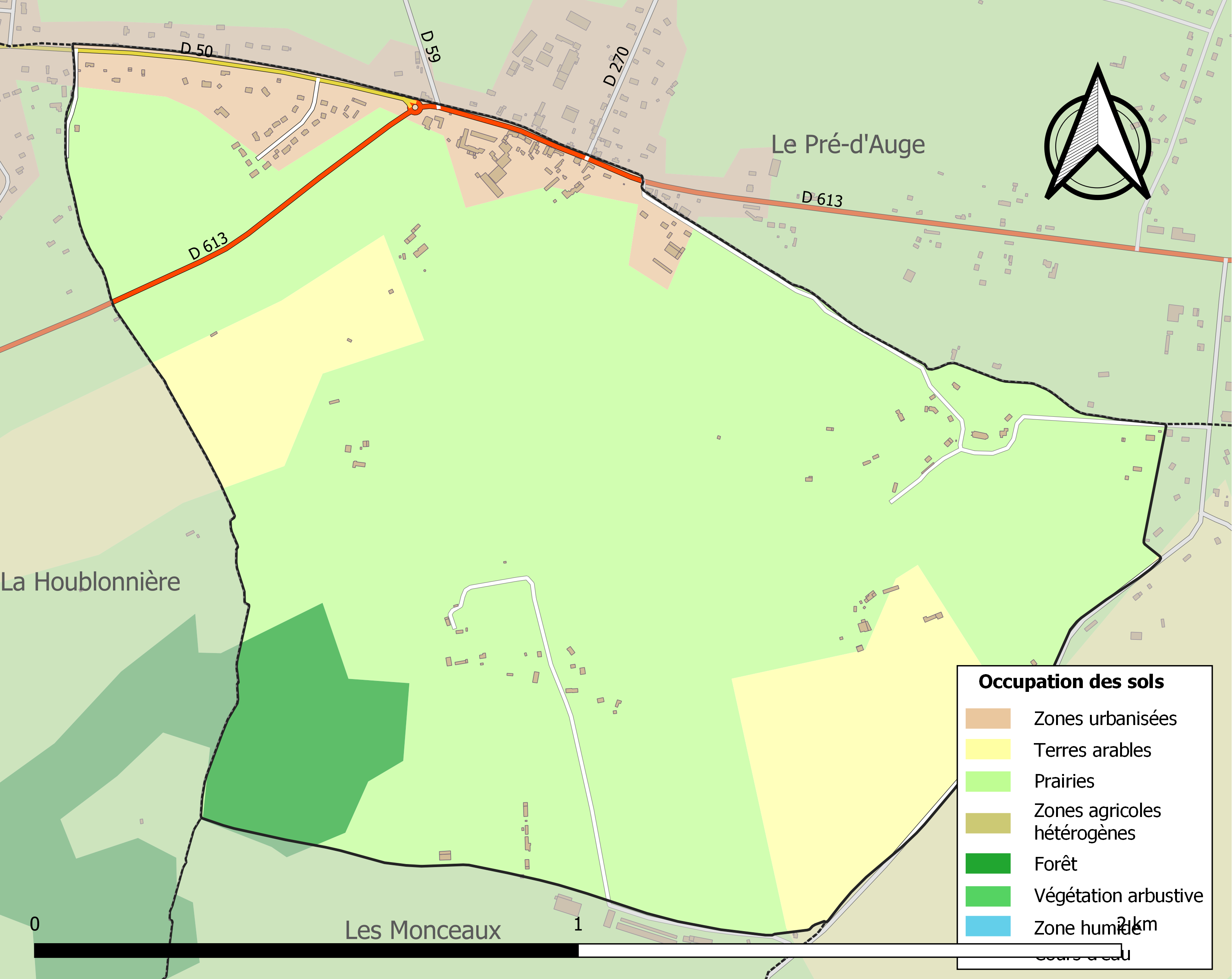
Carte des infrastructures et de l'occupation des sols de la commune en 2018 (CLC).

## Toponymie
Le nom de la localité est attesté sous la forme Buxeriam en 1132.
Le toponyme s'est formé à partir du latin Buxaria, « lieu planté de buis ».
Le gentilé est Boissiérien.

## Histoire
La Boissière reçoit la visite de Louis XI le 4 juin 1475.
Le 16 janvier 1624 naît à La Boissière Pierre Lambert de La Motte, ordonné prêtre en 1655 et évêque en 1660,  qui part pour l'Asie cette année-là dans le royaume de Siam (actuelle Thaïlande). Il y fonde une église, l'église Saint-Joseph d'Ayutthaya puis rejoint le Tonkin (partie nord de l'actuel Viet Nâm) en 1669 où il fonde la congrégation des Amantes de la Croix. Après un bref retour à Ayutthaya en 1671, il repart en mission un temps en Cochinchine (partie sud de l'actuel Viet Nâm) en septembre de la même année. Il y revient en 1675, où sa troisième mission rencontre un grand succès. Le fait le plus marquant de sa visite concerne une famille, dont le fils est considéré comme mort. Pierre Lambert accepte de recevoir les parents et se met à prier en posant l'enfant sur l'autel de l'église. Peu de temps plus tard, il reprend l'enfant et demande qu'on le rende à ses parents, l'enfant étant vivant. Cet évènement accentue sa réputation de sainteté. De retour au Siam, il tombe gravement malade en 1678 et meurt l'année suivante après de longs mois de souffrance. 
En octobre 2019, la Conférence épiscopale vietnamienne a engagé une réflexion sur l'opportunité de la béatification de différentes figures de l'histoire de l'Église au Viet Nâm. Les évêques souhaitent que soit notamment reconnu le témoignage de foi des tout premiers missionnaires envoyés dans leur pays, qu'ils considèrent, avec les historiens, comme les fondateurs de leur Église.
Depuis a été ouverte la cause de Pierre Lambert de La Motte. Elle a été lancée le 13 janvier 2024 lors d'une messe solennelle célébrée par l'archevêque Joseph Nguyen Chi Linh dans le diocèse de Phan Thiet, dans le sud du Viet Nâm. Bien que le premier vicaire apostolique de Cochinchine soit mort dans le royaume de Siam, la cause de béatification se déroule au Viet Nâm en vertu d'une lettre par laquelle, avec l'accord du Saint-Siège, l'archevêque de Bangkok a transféré la juridiction canonique du procès de béatification au diocèse de Phan Thiet. Dans son homélie, l'archevêque de Hué a souligné qu'« au cours d'une vie de 55 ans seulement, dont 19 en tant qu'évêque, bien qu'il n'ait pu visiter le Vietnam que trois fois, de la Motte a accompli des choses essentielles pour l'Église au Vietnam ». 

## Politique et administration
| Période                                  | Période   | Identité         | Étiquette | Qualité                     |
| ---------------------------------------- | --------- | ---------------- | --------- | --------------------------- |
| avant 1995                               | 1995      | Bernard Férey    | DVD       |                             |
| 1995                                     | mars 2001 | Arthur Bizeul    |           |                             |
| mars 2001                                | En cours  | Laurent Caffiaux | SE        | Fonctionnaire pénitentiaire |
| Les données manquantes sont à compléter. |           |                  |           |                             |

Le conseil municipal est composé de onze membres dont le maire et deux adjoints.

## Démographie
L'évolution du nombre d'habitants est connue à travers les recensements de la population effectués dans la commune depuis 1793. Pour les communes de moins de 10 000 habitants, une enquête de recensement portant sur toute la population est réalisée tous les cinq ans, les populations de référence des années intermédiaires étant quant à elles estimées par interpolation ou extrapolation. Pour la commune, le premier recensement exhaustif entrant dans le cadre du nouveau dispositif a été réalisé en 2005.
En 2022, la commune comptait 188 habitants, en évolution de −2,08 % par rapport à 2016 (Calvados : +1,58 %, France hors Mayotte : +2,11 %).
| 1793 | 1800 | 1806 | 1821 | 1831 | 1836 | 1841 | 1846 | 1851 |
| ---- | ---- | ---- | ---- | ---- | ---- | ---- | ---- | ---- |
| 107  | 94   | 107  | 106  | 84   | 81   | 96   | 104  | 104  |

| 1856 | 1861 | 1866 | 1872 | 1876 | 1881 | 1886 | 1891 | 1896 |
| ---- | ---- | ---- | ---- | ---- | ---- | ---- | ---- | ---- |
| 95   | 79   | 76   | 67   | 77   | 78   | 80   | 68   | 68   |

| 1901 | 1906 | 1911 | 1921 | 1926 | 1931 | 1936 | 1946 | 1954 |
| ---- | ---- | ---- | ---- | ---- | ---- | ---- | ---- | ---- |
| 65   | 66   | 61   | 58   | 66   | 62   | 72   | 60   | 68   |

| 1962 | 1968 | 1975 | 1982 | 1990 | 1999 | 2005 | 2006 | 2010 |
| ---- | ---- | ---- | ---- | ---- | ---- | ---- | ---- | ---- |
| 89   | 85   | 98   | 111  | 118  | 121  | 133  | 140  | 203  |

| 2015 | 2020 | 2022 | - | - | - | - | - | - |
| ---- | ---- | ---- | - | - | - | - | - | - |
| 194  | 189  | 188  | - | - | - | - | - | - |

## Culture locale et patrimoine

### Lieux et monuments
- Église Notre-Dame (XIIe siècle).

### Personnalités liées à la commune
- Pierre Lambert de La Motte, né à La Boissière (1624-1676), prélat catholique.